# Pays Portes de Gascogne
Le PETR Pays Portes de Gascogne désigne un Pôle d'équilibre territorial et rural et anciennement un  Pays, au sens aménagement du territoire, recouvrant un tiers du département du Gers en superficie et en nombre d'habitants.
Situé à l'Est du département, le territoire du Pays Portes de Gascogne est composé de cinq communautés de communes ayant fait le choix de coopérer afin de faire face à des problématiques communes, dont la forte pression démographique due à la proximité avec l'aire métropolitaine de Toulouse.

## Territoire

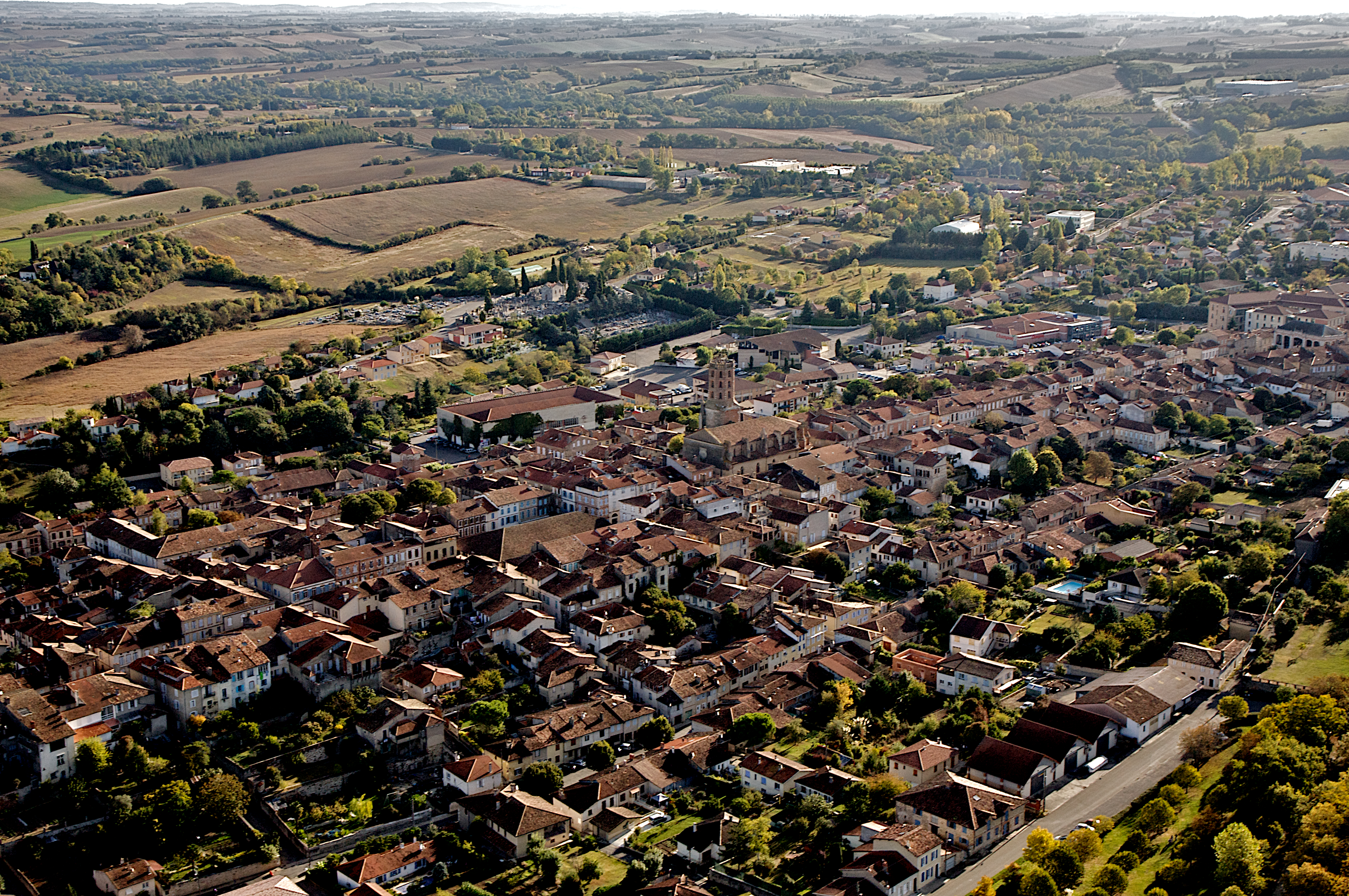
Vue aérienne de Gimont, au cœur du Pays Portes de Gascogne.

Le territoire du Pays Portes de Gascogne est situé à une vingtaine de minutes de la métropole de Toulouse, à l'Est, de l'agglomération d'Auch, à l'Ouest, et de l'agglomération d'Agen, au Nord.
Les 5 Communautés de Communes composant le Pays Portes de Gascogne sont : 
- La Lomagne gersoise[3] (chefs lieux : Fleurance, Lectoure, Miradoux, La Romieu)
- Les Bastides de Lomagne[4] (chefs lieux : Mauvezin, Cologne, Saint-Clar)
- La Gascogne Toulousaine[5] (chefs lieux : L'Isle-Jourdain)
- Les Coteaux Arrats Gimone[6] (chefs lieux : Gimont, Saramon, Simorre)
- Le Savès[7] (chefs lieux : Samatan, Lombez)

## Histoire
En novembre 2000, sous l'impulsion de Raymond Vall, l'association de préfiguration du Pays est créée. Son périmètre est validé par la Commission d'Aménagement et de Développement du Territoire (CRADT) le 29 octobre 2001. Son Conseil de Développement est mis en place dès le 5 décembre 2002, avec pour objectif de faire participer les forces vives citoyennes du territoire dans le fonctionnement du Pays.
Le Pays Portes de Gascogne est reconnu dans son périmètre définitif par arrêté du Préfet de Région le 15 septembre 2003. Cet arrêté fait suite à l'ensemble des délibérations des communes et communautés de communes du territoire validant la composition du Conseil de Développement ainsi que la charte de développement durable du Pays.
En décembre 2008, la candidature du Pays au Programme européen Leader 2008-2013 est retenue, avec comme stratégie l’Accueil Durable par l’Eco Qualité et une enveloppe de 2 M€. Un contrat cadre est signé entre l'État, le conseil régional de Midi-Pyrénées, le conseil général du Gers et le Pays Portes de Gascogne.
Le 10 juillet 2017, Raymond Vall et Jean-Luc Moudenc, Président de Toulouse Métropole, Maire de Toulouse et Président de France urbaine, signent en présence de Jacques Mézard, Ministre de la Cohésion des territoires un contrat de réciprocité pour renforcer leurs coopérations en matière de développement économique, de stratégie agricole et alimentaire, de tourisme, d’action culturelle, scientifique et technique et de mobilité,,.
Le Pays des Portes de Gascogne a été labellisé pôle d’excellence rural,.

## Les Vélos de Pays
Les Vélos de Pays sont un projet de vélos à assistance électrique disponibles à la location dans 5 communes du Pays Portes de Gascogne (Gimont, L'Isle-Jourdain, La Romieu, Mauvezin, Samatan). La flotte en 2018 est de 50 vélos (vélos de ville et vélos-tous-chemins inclus) et leur maintenance ainsi que la formation et l'animation des points de location a été confiée à l'entreprise Vélo-Station de L'Isle-Jourdain jusqu'en octobre 2018.